# Watertoren (Ouderkerk aan den IJssel)
De watertoren van Ouderkerk aan den IJssel, in de Nederlandse provincie Zuid-Holland, is gebouwd in 1916 door Visser & Smit Hanab.
De toren heeft een hoogte van 32,50 meter en één waterreservoir met een inhoud van 400 m³.
De toren is opgetrokken uit beton en ijsselsteentjes. Opvallend aan de toren is het trappenhuis, dat boven het dak uitsteekt. De toren is sinds 1980 niet meer in gebruik. De huidige eigenaar is van plan in de toren zijn kantoor te vestigen. Boven de ingang van de toren is een gedenkplaat aangebracht.
Deze toren lijkt op de watertoren van Nieuw-Lekkerland.